# Santéna
Pour les articles homonymes, voir Santena.
Santéna est une localité située dans le département de Boussouma de la province du Sanmatenga dans la région Centre-Nord au Burkina Faso.

## Géographie
Santéna se trouve à 15 km de Kaya.
Le village de Santena compte 7 quartiers dont Nakombogo, Lebsé, Kassiri, Bagbin, Rakaongo, Saabin, Toénipargo.
La végétation est la steppe avec des grands arbres parsemés. L'activité dominante est l'agriculture du sorgho.
Santena a un relief de vastes plaines avec quelque collines au nord et au sud-est du village.
Le sol est sablo-argileux. Dans le sous-sol, on y trouve des minerais.
Le plus grand retenu d'eau est Bulli qui, en temps normal ne tarit pas mais les prélèvements et les constructions de briques le font tarir. Un cours d'eau traverse le village du nord vers le sud-ouest pour se jeter dans le Nakambé.

## Économie
L'agriculture vivrière et céréalière est l'activité principale de Santéna.

## Éducation et santé
Le centre de soins le plus proche de Santéna est le centre médical avec antenne chirurgicale (CMA) de Boussouma tandis que le centre hospitalier régional (CHR) se trouve à Kaya.
Santéna possède une école primaire publique.